# Abgrallaspis cyanophylli
Abgrallaspis cyanophylli är en insektsart som först beskrevs av Victor Antoine Signoret 1869.  Abgrallaspis cyanophylli ingår i släktet Abgrallaspis och familjen pansarsköldlöss. Inga underarter finns listade i Catalogue of Life.